# Djéné Diawara
Djéné Diawara (Hamdallaye, 29 gennaio 1985) è un'ex cestista maliana con cittadinanza francese.
È la sorella di Lamine e Naré Diawara.

## Carriera
Con il Mali ha disputato i Giochi olimpici di Pechino 2008, i Campionati mondiali del 2010 e cinque edizioni dei Campionati africani (2005, 2007, 2009, 2011, 2013).